# Kevin Brooks (écrivain)
Pour les articles homonymes, voir Kevin Brooks et Brooks.
 (janvier 2015).
Si vous disposez d'ouvrages ou d'articles de référence ou si vous connaissez des sites web de qualité traitant du thème abordé ici, merci de compléter l'article en donnant les références utiles à sa vérifiabilité et en les liant à la section « Notes et références ».
Œuvres principales
- Comment j'ai tué mon père sans le faire exprès

Kevin M. Brooks, né le 30 mars 1959 à Exeter en Angleterre, est un écrivain britannique, auteur de romans pour adolescents et pour adultes. 

## Biographie
Kevin Brooks est né en 1959 à Exeter. Après avoir exercé différents métiers, musicien, bricoleur préposé de la station d'essence crématoire, greffier de la fonction publique, vendeur de hot-dog au zoo de Londres, commis de bureau de poste, et commis de bureau des chemins de fer . Son premier roman, intitulé Martyn Pig (également intitulé Comment j'ai tué mon père sans le faire exprès), est publié en 2002 et il a remporté le prix Branford Boase en 2003. Il a également écrit Lucas en 2002 qui a été nommé pour le Guardian Fiction Prize et Booktrust Teenage Prize en 2003. Il a également remporté le Nord-Est Book Award en 2004 et le Deutscher Jugendliteraturpreis en 2006.

## Œuvres

### SérieJohnny Delgado
1. (en) Johnny Delgado: Private Detective, 2006
2. (en) Like Father, Like Son, 2006
3. (en) Private Detective, 2006
4. (en) Johnny Delgado: In father's Steps, 2008

### SériePI John Crane
1. (en) A Dance of Ghosts, 2011
2. (en) Until the Darkness Comes, 2012
3. (en) Wrapped in White, 2013

### SérieTravis Delaney
1. (en) The Ultimate Truth, 2014
2. (en) The Danger Game, 2014
3. (en) The Snake Trap, 2015

### Romans indépendants
- Martyn Pig : Innocent Criminel, Hachette Jeunesse, 2002 ((en) Martyn Pig)Réédité sous le titre Comment j'ai tué mon père sans le faire exprès aux éditions Milan en 2007
- (en) Lucas, 2002
- (en) Kissing the Rain, 2004
- (en) Bloodline, 2004
- (en) I See You, 2005Écrit avec Catherine Forde.
- (en) Candy, 2005
- (en) The Road of the Dead, 2006
- Being, Rouergue, 2008 ((en) Being, 2007)
- Un été à tuer, Milan, 2009 ((en) Black Rabbit Summer, 2008)
- (en) Killing God, 2009Publié aux États-Unis sous le titre Dawn
- Iboy, La Découverte, 2011 ((en) iBoy, 2010)
- (en) Naked, 2011
- Captifs, Super 8, 2016 ((en) The Bunker Diary, 2013)
- (en) The Devil's Angel, 2014